# Gorgoniceps
Gorgoniceps — рід грибів родини Helotiaceae. Назва вперше опублікована 1871 року.